# Ava

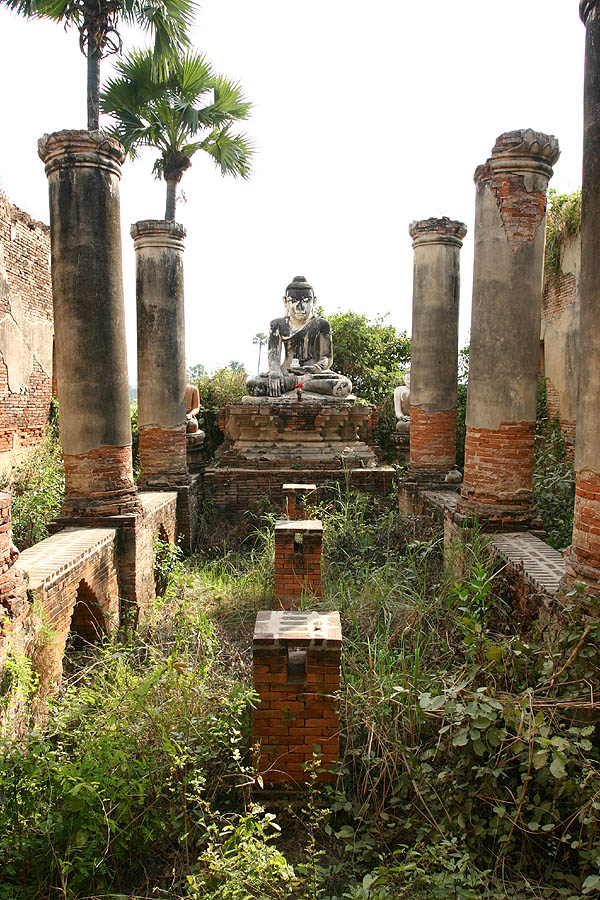
Una de las muchas ruinas en Ava.

Ava o Inwa es una ciudad en ruinas asentada en Birmania.
La ciudad, situada sobre el río Irawadi al sudoeste de Mandalay, fue fundada en el siglo XIV por los shan, quienes la hicieron su capital. Fue destruida en 1527, pero nuevamente llegó a ser la metrópolis en 1634 a cargo de la dinastía Toungoo. Cuando Alaungpaya creó la dinastía Konbaung en el siglo XVIII, Ava hizo el papel de capital por un tiempo e incluso después, la dinastía construyó Amarapura y Mandalay.
- Datos: Q2199759
- Multimedia: Inwa / Q2199759